# Ustilago trichophora
Ustilago trichophora är en svampart som först beskrevs av Heinrich Friedrich Link, och fick sitt nu gällande namn av Kunze 1830. Ustilago trichophora ingår i släktet Ustilago och familjen Ustilaginaceae.   Inga underarter finns listade i Catalogue of Life.